# ليزلي أندرسون
ليزلي أندرسون (20 سبتمبر 1891 - 18 مايو 1979) (بالإنجليزية: Leslie Anderson)‏ هو لاعب كريكت نيوزلندي.